# Гоњаче
Гоњаче (словен. Gonjače, итал. Gugnazze) је насељено место у општини Брда, Горишка регија, Словенија.

## Историја
До територијалне реорганизације у Словенији биле су у саставу старе општине Нова Горица.

## Становништво
У попису становништва из 2011. године, Гоњаче су имале 172 становника.
| Број становника према пописима | Број становника према пописима | Број становника према пописима |
| ------------------------------ | ------------------------------ | ------------------------------ |
| 1991                           | 2002                           | 2011                           |
| 154                            | 190                            | 172                            |